# Chen Wan-mei
Chen Wan-mei (* 19. September 1998) ist eine taiwanesische Sprinterin.

## Sportliche Laufbahn
Erste internationale Erfahrungen sammelte Chen Wan-mei bei den Asienspielen 2018 in der indonesischen Hauptstadt Jakarta, bei denen sie im 100-Meter-Lauf mit 12,08 s in der ersten Runde ausschied und mit der taiwanesischen 4-mal-100-Meter-Staffel in 45,19 s den sechsten Platz belegte.

## Persönliche Bestleistungen
- 100 Meter: 11,76 s (+1,0 m/s), 25. Mai 2018 in Taipeh
- 200 Meter: 24,55 s (+0,6 m/s), 16. März 2018 in Taipeh